# Frits Landesbergen
Pour l’article homonyme, voir Landesbergen.
Frits Landesbergen, né le 18 janvier 1961 à Amsterdam, est un vibraphoniste et batteur néerlandais.

## Biographie
Frits Landesbergen naît le 18 janvier 1961 à Amsterdam.
Il étudie le vibraphone et la batterie au Sweelinck Conservatorium, puis travaille en indépendant avec le trio et le quatuor dirigé par le pianiste Cor Bakker (en), le saxophoniste ténor Fred Leeflang, le percussionniste Neppie Noya, le groupe Batida, le clarinettiste Bernard Berkhout Swingmates, le Rosenberg Trio (avec qui il joue au North Sea Jazz Festival).

## Discographie
- Ultimate Swing (1987)
- Alone Together (1988)
- Groovy Mallets (1991)
- Frits & Friends Melange (1993, avec  Cor Bakker, Edwin Corzilius, Hans Dekker, Jeroen de Rijk)
- Frits meets Louis van Dijk (en), Two of a Kind (1995, avec Edwin Corzilius, John Engels (de))
- Jeff Hamilton (en) Trio featuring Frits Landesbergen Dynavibes (avec  Larry Fuller, Lynn Seaton (en), 1996)
- Frits Landesbergen & Jeroen de Rijk: First Moves featuring Jimmy Haslip, Izaline Calister (2002)
- Frits Landesbergen Quartet De Doelen Session (2009)
- Willem Hellbreker / Frits Landesbergen Quartet Saxvibes (2010)